# Еліз Форест Гарлстон
Еліз Форест Форест, у шлюбі Гарлстон (8 лютого 1891—1970) — американська фотографка. Відома як перша жінка-афроамериканька фотографка Південної Кароліни. Одна з перших чорношкірих фотографок у США.

## Життєпис
Еліз Беатріс Форест народилася в Чарльстоні, штат Південна Кароліна, 8 лютого 1891 року в сім'ї Ельвіри Мурер та Августа Фореста, який працював бухгалтером. Бабуся Елізи по батькові була «вільною людиною кольору».
В 1910 році Форест закінчила Інститут Евері, приватну школу для чорношкірої молоді, яка була створена в 1868 році. Після закінчення школи працювала вчителькою у Південній Кароліні. На початку ХХ століття афроамериканці не мала права працювати в державних школах Чарльстона, тому Еліза Форест працювала в сільській місцевості Південної Кароліни. Однак незабаром вона втомилася від цього і повернулася до Чарльстона, де потім працювала швачкою в Union Millinery & Notion Company.
У 1913 році 22-річна Еліз Форест познайомилася з афроамериканським художником Едвіном Августом Гарлстоном, на 9 років старшим за неї, теж випускником Інституту Евері, у Чарльстоні, штат Південна Кароліна. Пізніше одружилася з ним. Не маючи власних дітей, вони виховали племінницю чоловіка, Едвіну «Гассі» Аугусту Гарлстон Вітлок, дочку Марі Ізабелли Форест та Роберта Отелло Гарлстона, які хворіли на туберкульоз. Вони також вдочерили дівчинку Доріс.

## Кар'єра
Чоловік хотів розвинути свої знання живопису і був налаштований навчатися за кордоном. По поверненню планував відкрити студію фотографії та живопису, тому закликав Елізу записатися до школи фотографії, щоб вони змогли одружитися та відкрити студію разом.
Восени 1919 року Еліза Форест поїхала до Нью-Йорка і вступила до школи фотографії Е. Брунеля. Там вона була однією з двох афроамериканських студентів і єдиною жінкою. Після закінчення Школи фотографії Е. Брунеля вступила, за заохоченням чоловіка, до Інституту Таскігі в Алабамі в 1921 році. Там вона мала можливість проходити аспірантуру у C.M. Battery, який був керівником відділу фотографії. Під його керівництвом Еліза Форест стала частиною художньої спільноти, яка кидала виклик расистським стереотипам щодо афроамериканців, а її роботи зображали образ «Нового негра».
Незабаром пара повернулася до Чарльстона. Вони одружилися 15 вересня 1920 р. Навесні 1922 року, як і було обіцяно, вони відкрили студію Harleston за адресою вулиця Калун 118 у Чарльстоні. Їх студія проіснувала з 1922 по 1932 рік. Там Еліза Форест Гарлстон виготовила та продала серію портретів чорношкірих вуличних торговців Чарльстона. Едвін був художником, а Еліза — фотографкою. Оскільки чоловік був портретистом, Еліза Форест часто фотографувала своїх клієнтів, а він малював з її фото персонажів своїх картин, зокрема A Colored Grand Army Man, яка виграла не одну премію. Це дозволило його клієнтам заощадити багато годин болісного позування.
Аарон Дуглас працював з чоловіком Елізи Форест Гарлстон над створенням набору фресок, які нині розташовані в Університеті Фіска.
Дві чорно-білі фотографії Елізи Форест Гарлстон були частиною міжнародної виставки 1996 року «Історія фотографок». Їх демонстрували в Нью-Йоркській публічній бібліотеці. Це була перша її робота, яка демонструвалася за межами Південної Кароліни.

## Пізні роки
Незабаром після зустрічі зі своїм смертельно хворим батьком чоловік помер від запалення легенів у 1931 році. Гарлстон закрила свою студію і протягом року одружилася зі вчителем Джоном Дж. Вілером. Вона переїхала до Балтимору, потім до Чикаго, а потім до Південної Каліфорнії, де перебувала до своєї смерті від аневризми мозку в 1970 році. За словами її племінниці, дочки Едвіни Мей Вітлок Джентрі, вона ніколи не говорила про свої стосунки з Едвіном або про свою роботу фотографки.
Після смерті Еліз Форест Гарлстон в 1970 році її сім'я знайшла листи її колишнього чоловіка та схованку майже двох десятків негативів зі скляних пластин, які вона зберегла. Зараз багато її документів зберігаються в архіві університету Еморі.

## Подальше читання
- Ball, Edward. The Sweet Hell Inside: The Rise of an Elite Black Family in the Segregated South. William Morrow, 2001.